# Приворотський заказник
Приворо́тський заказник — гідрологічний заказник місцевого значення в Україні. Розташований на території Звенигородського району Черкаської області, квартал 47, виділ 1 Вільхівецького лісництва. 
Площа — 12 га, статус отриманий 28 листопада 1979 року.